# Гигант (Владимирская область)
Гигант — посёлок в Ковровском районе Владимирской области России, входит в состав Малыгинского сельского поселения.

## География
Посёлок расположен близ автодороги Р-71 Ковров — Шуя — Кинешма в 7 км на северо-восток от центра поселения деревни Ручей и в 12 км на север от Коврова. С востока к посёлку примыкает село Большие Всегодичи.

## История
Поселок Гигант  в километре восточнее села Большие Всегодичи, возник при одноимённом животноводческом совхозе мясо-молочного направления, образованном в 1931 году в качестве пригородного хозяйства крупнейшего ковровского оборонного предприятия Инструментального завода №2 (нынешний ЗиД). Новый совхоз получил сельхозугодья общей площадью и 6599 гектаров и объединил 17 сельских населенных пунктов. Постепенно совхоз оказался самостоятельным сельхозпредприятием - крупнейшим в Ковровском районе. В 1965 году посёлок центральной усадьбы совхоза «Гигант» был переименован в посёлок Гигант Большевсегодичского сельсовета. С 2005 году посёлок в составе Малыгинского сельского поселения.

## Население
| 2002 | 2010 | 2021 |
| ---- | ---- | ---- |
| 702  | ↗709 | ↗767 |

## Инфраструктура
В посёлке имеются детский сад № 16 «Аистёнок», дом культуры, отделение федеральной почтовой связи